# کورنهیل، لندن
کورنهیل (به انگلیسی: Cornhill) یک خیابان در لندن، انگلستان است.
این خیابان مابین تقاطع بانک و خیابان لیندهال قرار دارد. مجله کورنهیل که از سال ۱۸۵۹ تا ۱۹۷۵ چاپ میشده در این خیابان قرار داشته است.

## نگارخانه

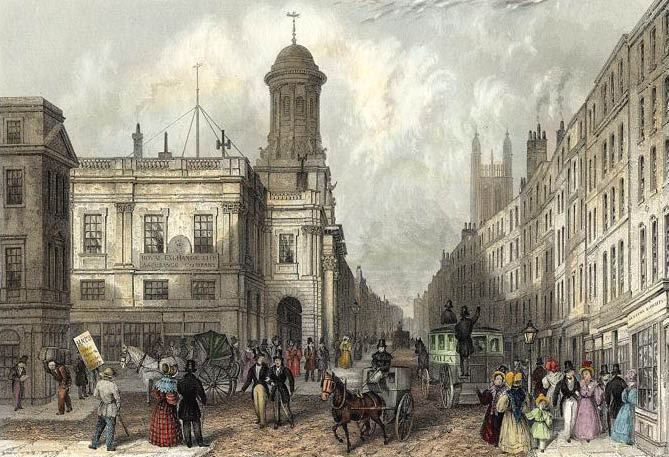
A drawing of Cornhill in the 1830s. The Royal Exchange is on the left.
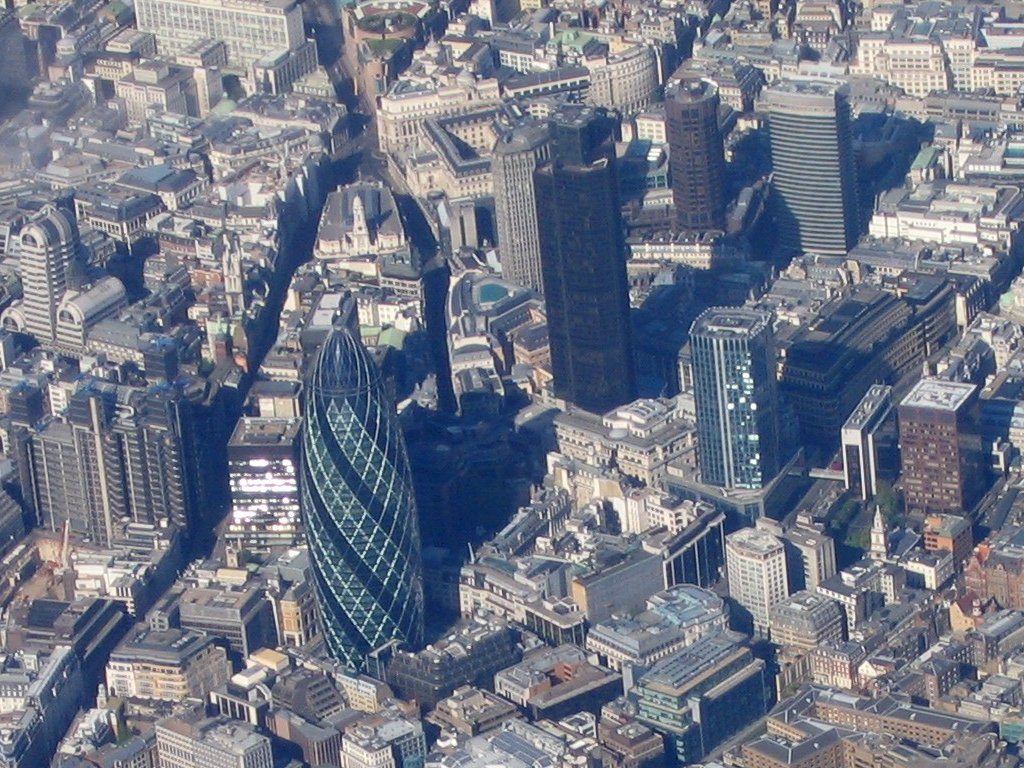
Cornhill from the air
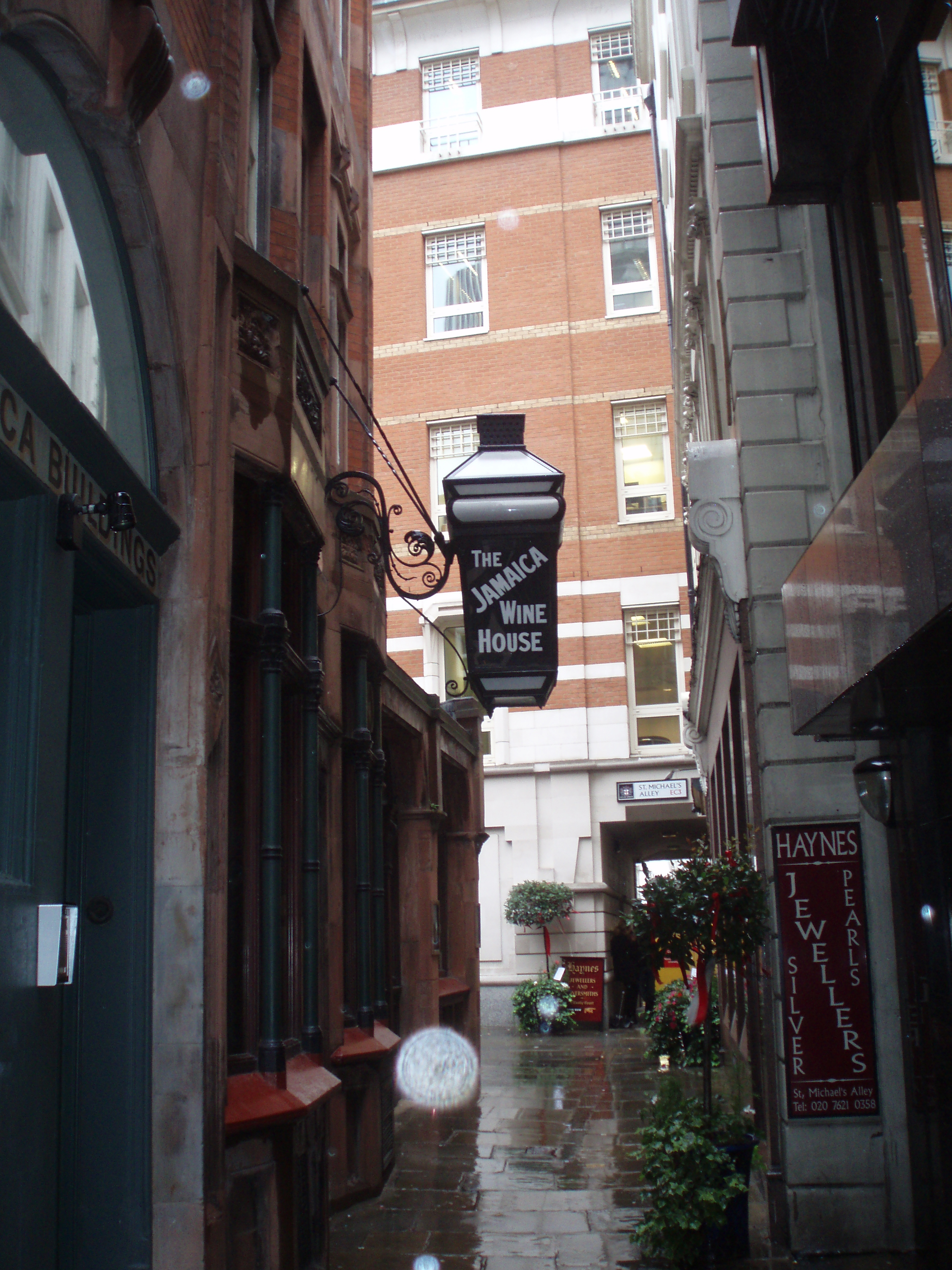
Alley adjacent to St. Michael's
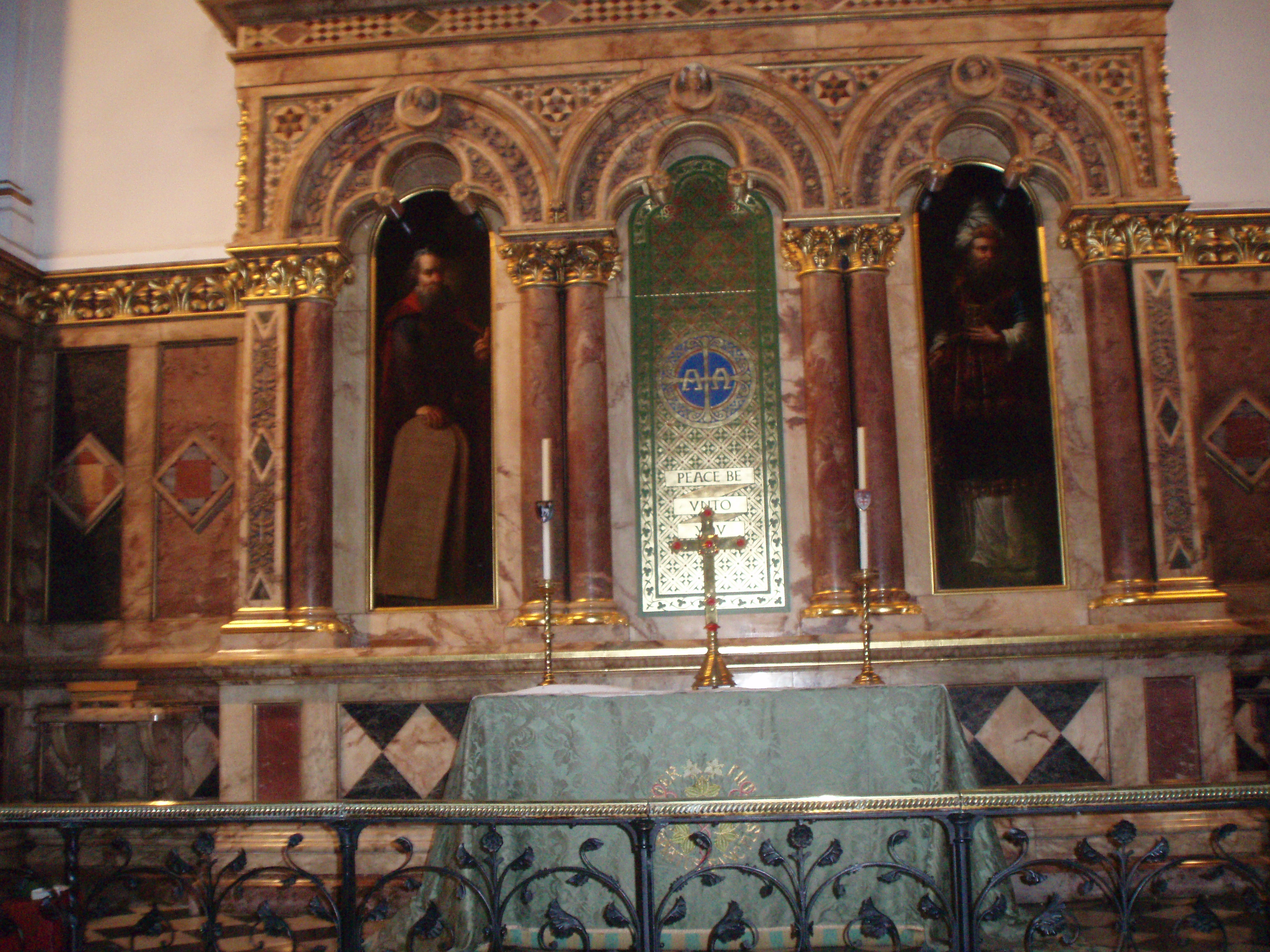
Interior of St. Michael's